# Коронавірусна хвороба 2019 у Болівії
Спалах коронавірусної хвороби 2019 у Болівії — це поширення пандемії коронавірусної хвороби 2019 на територію Болівії. Перші випадки хвороби в країні зареєстровані 10 березня 2020 року в департаментах Оруро і Санта-Крус. З 12 березня в Болівії припинено навчання в усіх державних школах до 31 березня, а також призупинено авіасполучення з Європою на невизначений термін. У країні також заборонено проведення масових заходів за участю понад 1000 осіб.

## Урядові заходи
Ще до того, як у Болівії було виявлено перший випадок коронавірусної хвороби, уряд країни повідомив, що утворено оперативний комітет з надзвичайних ситуацій, до якого увійшли представники низки міністерств, закладів охорони здоров'я та представники ВООЗ. Заходи, які запроваджувалися разом із Панамериканською організацією охорони здоров'я, включали у тому числі підтримку розробки та впровадження детальних процедур щодо дій при виявленні невстановленої респіраторної інфекції.
Міністерство охорони здоров'я країни запустило дві гарячі телефонні лінії за номерами 800-10-1104 та 800-10-1106 для інформування громадян щодо симптомів хвороби, а також щоб задати будь-які питання про коронавірусну хворобу.
17 березня президент країни Жанін Аньєс оголосила про введення низки заходів для боротьби з поширенням коронавірусної хвороби, які будуть діяти з 19 по 31 березня. До них відноситься закриття всіх кордонів країни, дозвіл на в'їзд до країни надається лише громадянам Болівії та особам, якімають право на постіне проживання в країні, зупинка міжнародного транспортного сполучення, зупинка транспортного сполучення між департаментами та провінціями, дозволено лише перевезення товарів.
17 березня міністр адміністрації президента країни Єрко Нуньєс оголосив у Болівії режим надзвичайної ситуації в охороні здоров'я, унаслідок чого в країні запроваджено низку карантинних заходів, які будуть діяти до 31 березня. В указі йдеться про обов'язкове надання медичної допомоги низці верств населення, зокрема людей із деякими хронічними хворобами, осіб старших 60 років, вагітних, та дітей до 5 років, якщо батьки чи опікуни мають дозвіл на обов'язкове надання медичної допомоги. З 20 до 31 березня закриваються кордони країни, а також скасовуються усі міжнародні пасажирські рейси на всіх видах транспорту. Робочий день з 18 березня встановлюється з 9:00 до 13:00 для більшості секторів економіки, ринки мають працювати з 8:00 до 15:00, громадський транспорт має працювати з 5:00 до 18:00. Заборонені групові заняття спортом, релігійні та інші громадські заходи та зібрання. Порушників указу можуть заарештувати на 8 годин.
Наступним президентським указом запроваджено загальнодержавний карантин з 22 березня опівночі терміном на 14 днів з метою сповільнення поширення коронавірусної хвороби в країні. Згідно цього указу, ринки та заклади сфери обслуговування будуть працювати щоденно зрану до полудня, щоб одна особа з родини могла зробити необхідні покупки. Заводи та транспорт, які займаються приготуванням та постачанням харчових продуктів, продовжуватимуть працювати в звичайному режимі. Банківська система, аптеки та лікарні продовжуватимуть задовольняти потреби населення. Люди можуть залишити своє помешкання, якщо їм потрібна медична допомога. Пересування приватного та громадського транспорту зупинено. Дозвіл на пересування транспортних засобів буде видаватися транспортним компаніям, які продовжують працювати, транспортним засобам служб охорони здоров'я, водопостачання, постачання електроенергії та газу, та інших життєво необхідних галузей. Ціни на електроенергію знижуються. Під час карантину забороняється відключати воду, газ чи Інтернет. Призупиняється виплата податкових та кредитних платежів.

## Хронологія
12 березня уряд Болівії оголосив 7 заходів для сповільнення поширення коронавірусної хвороби в країні, включно з припиненням навчання у школах та університетах з 21 березня, та припинення авіасполучення з Європою з 14 березня.
Після виявлення 6 підтверджених випадків коронавірусної хвороби у місті Оруро 16 березня оголосило карантин на 14 днів. Цього ж дня уряд оголосив, що введено кримінальне покарання для осіб, які саботують медичну допомогу, а також блокують доступ до медичних центрів для хворих з підозрою або підтвердженим випадком COVID-19. У місті Ла-Пас арештовано низка осіб, які займались продажем медичних товарів за завищеними цінами.
14 березня президент країни Жанін Аньєс своїм указом ввела тимчасову заборону на в'їзд до країни особам, які прибувають до Болівії з території Китаю, Південної Кореї, Італії та Іспанії. з 18 березня цей указ розповсюджується на прибуваючих з усіх країн Європи, включно з Великою Британією та Ірландією, а також на прибуваючих з Ірану.
18 березня уряд Болівії оголосив про нові заходи з обмеження в'їзду до країни, включно з розширенням обмежень на в'їзд до країни з країн Шенгенської зони, підвищивши їх до рівня встановлених обмежень для прибуваючих з Великої Британії, Ірландії та Ірану.
16 березня у департаментах Оруро, Потосі, Чукісака та Кочабамба запроваджено обмеження руху всередині департаментів до 31 березня, у той же час департамент Тариха ввів обмеження на рух між департаментами.
17 березня президент Болівії Жанін Аньєс повідомила про призупинення дозволу на в'їзд до країни для іноземних громадян, яке вступає в силу з 19 березня. окрім цього з 20 березня скасовуються всі міжнародні авіарейси, призупиняється внутрішнє транспортне сполучення між департаментами і провінціями країни.
20 березня влада департаменту Санта-Крус оголосила карантин у місті Поронго, який розпочався опівдні того ж дня, та триватиме два тижні. Міністр охорони здоров'я країни не виключив можливість введення заходів з більшими обмеженнями в найближчі дні.
21 березня уряд країни запровадив загальнонаціональний карантин на 14 днів, який набирає чинності 22 березня опівночі та закінчується 5 квітня опівночі.
23 березня о 13:00 за місцевим часом президент країни Жанін Аньєс опублікувала заяву про запровадження жорстких карантинних заходів, та попросила про підтримку та розуміння населення. Вона у своєму виступі також пригадала, що на цей день припала 141-ша річниця втрати Болівією виходу до моря унаслідок поразки у Тихоокеанській війні. У своєму виступі президент країни підтвердила непохитне бажання уряду країни добиватися повернення Болівії виходу до моря.
25 березня президент країни оголосила в країні надзвичайну ситуацію в галузі охорони здоров'я та розпорядилась повністю перекрити кордони країни без права на в'їзд чи на виїзд з країни будь-кому лише за виключенням невідкладних заходів з питань безпеки країни та охорони здоров'я. Цей захід має діяти до 15 квітня.
1 квітня президент країни оголосила низку заходів для підтримки населення під час епідемії коронавірусної хвороби. Зокрема, з 3 квітня буде виплачуватися так званий «сімейний кошик» на суму 400 болівіано через банки наступним категоріям громадян: ті особи, які з доходів мають лише заробітну плату, та не отримують пенсії або іншої соціальної допомоги; матері, які отримують спеціальну іменну виплату; та особи з інвалідністю. На другий тиждень квітня «сімейний кошик» у 500 болівіано буде виплачуватися сім'ям з дітьми, які відвідують дитячий садок або інші дошкільні заклади, та відвідують початкову школу. Ціни на побутовий газ для населення буде знижено на 50 %. Схвалено відстрочку сплати податків та кредитів, а також встановлюються знижки при оплаті інших основних побутових послуг.
8 квітня міністра охорони здоров'я доктора Анібала Крус замінив доктор Марсело Навахас Салінас, фахівець з пульмонології та в галузі організації охорони здоров'я. За словами президента країни, Анібал Крус пішов у відставку з особистих причин. Того ж дня президент країни повідомила, що «сімейний кошик» у 500 болівіано буде виплачуватися й сім'ям із старшокласниками, його виплата розпочнеться з 15 квітня.
14 квітня президент країни повідомила про продовження загальнонаціонального карантину до 30 квітня. Також президент повідомила, що буде проведено виплату всім особам у розмірі 500 болівіано, старшим 18 років, які до цього не отримували жодної урядової допомоги, та не отримують заробітної плати.
29 квітня президент країни Жанін Аньєс повідомила, що загальнонаціональний карантин продовжується до 10 травня, а з 11 травня вводиться так званий «динамічний карантин», під час якого вводяться послаблення карантинних заходів у найменш постраждалих регіонах. Кордони залишаються закритими до 30 травня.
28 травня уряд країни продовжив загальнонаціональний карантин до 30 червня. З 1 червня у країні запроваджується більш гнучка форма карантину. Основними моментами послаблених карантинних обмежень є: дозвіл виходу на вулицю всім громадянам з понеділка по п'ятницю з 06:00 до 18:00, та в суботу та неділю з 06:00 до 14:00; відновлюється робота міського транспорту з обмеженням кількості пасажирів у ньому; дозволяються богослужіння в церквах з обмеженням кількості вірян до 30 % від максимально можливої кількості.
Науковці, які досліджували перебіг епідемії коронавірусної хвороби в Болівії, відзначили, що кількість випадків хвороби на великій висоті над рівнем моря значно нижча, зокрема в департаменті Ла-Пас до 31 травня зареєстровано лише 507 випадків хвороби, а більшість випадків хвороби зареєстровано в рівнинному департаменті Санта-Крус.

## Вакцинація
31 грудня влада країні анонсувала підписання контракту з Росією на закупівлю російської вакцини Супутник V, яку мали отримати 20 % населення країни (2,6 млн осіб). Вакцина була екстрено схвалена та зареєстрована регулятором Болівії за результатами III фази клінічних досліджень у Росії. Перші 20 тисяч доз вакцини надійшли 28 січня 2021 року, а наступного дня медсестра Сандра Ріос із міста Санта-Крус стала першою болівійкою, яку вакцинували проти COVID-19.
У січні 2021 року уряд Болівії уклав контракт з Інститутом сироватки крові Індії на надання 5 мільйонів доз вакцини Oxford–AstraZeneca. Планувалося, що ця вакцина надійде у квітні.
30 січня 2021 року ООН повідомила, що 900 тисяч доз вакцини Oxford–AstraZeneca та 92430 доз вакцини Pfizer–BioNTech буде надано Болівії в рамках ініціативи COVAX. Як повідомлено, ініціатива COVAX погодилася надати Болівії 3,6 мільйона доз вакцини з різних джерел.
У квітні 2021 року Болівія розпочала міжнародну кампанію, щоб забезпечити всім країнам справедливий доступ до вакцин проти COVID-19. Міністр закордонних справ Рохеліо Майта заявив, що якщо 70 % населення світу не будуть вакциновані, виникнуть нові варіанти хвороби, і пандемія триватиме роками.
Міністр закордонних справ Мексики Марсело Ебрард повідомив 12 травня 2021 року, що Мексика передасть Парагваю, Белізу та Болівії 400 тисяч доз вакцини Oxford–AstraZeneca проти COVID-19.

## Скандали та вплив на суспільство
Після оголошення першого підтвердженого випадку в країні зареєстровано випадки спекуляції медичними товарами, включаючи масштабну скупівлю захисних масок, дезинфікуючого засобу для рук, а також обмеження в доступі до лікарень. 19 березня особа, яка мала знаходитись під спостереженням з підозрою на коронавірусну хворобу, покинула місце ізоляції, та затримана при спробі перетнути кордон департаменту. Зупинена робота копальні Сан-Крістобаль.

### Корупційна справа
У травні 2020 року міністра охорони здоров'я Болівії Марсело Навахас заарештували за підозрою у корупції, спричиненій закупівлею за завищеною ціною апаратів штучної вентиляції легень під час епідемії COVID-19 в країні. Болівія придбала 179 апаратів штучної вентиляції легень у іспанського виробника вартістю 27683 доларів за один апарат, загальна сума покупки склала майже 5 мільйонів доларів. Пізніше з'ясувалося, що виробник пропонував апарати за 9500—11000 євро за один апарат (еквівалент 10 312—11 941 доларів).
У травні 2020 року взято під варту ключового свідка справи, бізнесмена Луїса Фернандо Гумереса, після того, як він спілкувався з юридичним директором міністерства охорони здоров'я країни Фернандо Валенсуелою, шукаючи вихід для здійснення корупційної оборудки. За його допомогою прокурори, які вели справу, зуміли знайти зв'язок між міністром охорони здоров'я та представником постачальника апаратів фірми «GPA Innova» Іньякі Гарсією. Також прокурори продемонстрували численні записи розмов екс-міністра охорони здоров'я та екс-президента країни Ево Моралеса на фоні розмов з іншими обвинуваченими у справі. Проте Гумерес стверджував, що ці розмови мали на меті лише заспокоїти напруженість у країні. Після вивчення більш ніж 20 розмов між Гумересом та ключовими постатями колишньої правлячої партії, включно з екс-президентом Моралесом та Орландо Зурітою, прокурори дійшли до думки, що цей випадок є не просто корупцією, а можливою змовою проти чинного уряду. Окрім названих осіб арештували також Джованні Пачеко, директора агентства, якому дорена закупівля медичного обладнання, а також двох радників Міжамериканського банку розвитку.
Незважаючи на проведення цих арештів, міжвідомча комісія з розслідувань Болівії продовжує шукати причини цього корупційного скандалу, та викликала на допит посадовців на рівні членів болівійського уряду. Серед допитаних по справі був міністр болівійського уряду Карен Лонгаріч та вчений Гарвардського університету Мохаммед Мостахо-Раджі, який був представником Болівії з питань науки, інновацій та технологій в ООН. Спочатку проти Мостахо-Раджі не було висунуто кримінальних звинувачень, проте суперечності між його попередніми показами, коли він стверджував, що він повністю не знає про цю покупку, та його публічними заявами у квітні, де він взяв на себе відповідальність за нагляд за покупкою цих апаратів, представники прокуратури вимушені були відшуковувати додаткову інформацію, для чого його додатково викликали на допит. Зважаючи на ймовірність кримінального переслідування та не зважаючи на запевнення представників прокуратури про відсутність звинувачень на його адресу, та не зважаючи на триваючу пандемію коронавірусної хвороби, Мостахо-Раджі виїхав із Болівії до США у червні 2020 року, так і не давши нових свідчень у цій справі. Близькі до Ево Моралеса політики звинуватили тимчасового президента країни в захисті молодого вченого, який, за чутками, мав близькі стосунки з дочкою Жанін Аньєс, хоча це твердження заперечували як сам учений, так і Жанін Аньєс.
У серпні 2020 року було виявлено, що ще 324 апарати, придбані в Китаї за ліцензією компанії «Amgen», також були придбані за завищеною вартістю (35 тисяч доларів за апарат, який коштував 18 тисяч доларів), а також мали численні дефекти. Унаслідок цього факту прокуратура оголосила про розслідування діяльності як Мостахо-Раджі, так і міністра охорони здоров'я Іді Рока. На відміну від попередньої партії апаратів з Іспанії, ці апарати є частиною партії у 500 апаратів штучної вентиляції легень, покупка яких анонсувалась Мостахо-Раджі ще у квітні.